# ジャングル・フィーバー
『ジャングル・フィーバー』（Jungle Fever）は、1991年に公開されたスパイク・リー監督のアメリカ合衆国の映画、及び、同年に発表されたスティーヴィー・ワンダーによる同映画のサウンドトラック。

## 概要
ウェズリー・スナイプスが演じるアフリカ系アメリカ人の建築家と、アナベラ・シオラが演じるイタリア系アメリカ人女性との異人種間の恋愛を描く。サミュエル・L・ジャクソンはこの映画でカンヌ国際映画祭の助演賞を受賞した。
尚、カンヌ国際映画祭には「助演男優賞」は存在しなかったがジャクソンの為に創設され、ジャクソン以外に受賞者はいない。つまり、それだけジャクソンの演技が高く評価されたということである。
ハル・ベリー、クイーン・ラティファのデビュー作でもある。

## ストーリー
早朝、ミングは寝室でくすくすと笑っていた。別室の両親の部屋からいつものように喘ぐ声が聞こえてきたからだ。母親は喘ぎながら子供を起こさないでと父親のフリッパー・パリフィ（ウェズリー・スナイプス）に懇願しているが、当の母親の方が声が大きいのだ。食堂で「ママをいじめないで」と父親に頼むが、母親が説明を始めると「本当の事を話すかどうか試しただけ」と答え、母親が「ませた子ね」と言うとミングは「次は弟が欲しい」と伝えた。
ミングを学校まで送り出勤すると、上司がフリッパーに派遣されてきた新しい秘書アンジェラ（アンジー）・トゥッチ（アナベラ・シオラ）を紹介したのだが、彼女はイタリア系の白人だった。彼女と挨拶をした後フリッパーは上司の部屋に乗り込み、「アフリカ系アメリカ人を頼んだのに。この会社で働いているアフリカ系アメリカ人は俺だけじゃないか」と不満を言うと、上司は「人種差別で訴えられるのも怖いが、性差別で訴えられるのはもっと怖い。彼女が嫌なら君が派遣会社に訴えて送り返せよ」と追い返した。フリッパーは腕利きの建築家として会社を支えていたが、一人だけの黒人として居心地の悪さを感じていたのだ。
当のアンジェラも、一日中外で働いているのに食事を含む家事は全て彼女の仕事で、その上兄二人は「ママの料理の方がおいしかった」と感謝の言葉すら無い。アンジーは台所で「こんな人生」と一人不満を零した。
仕事が終わってからフリッパーは旧友サイラス（スパイク・リー）の元を訪れ、「新しい秘書は又イタリア系の白人だ」と不満を口にすると、サイラスは「会社を人種差別で訴えてやれ」と軽く受け流すだけで、真剣に話を聞いてはくれなかった。サイラスの妻ベラが帰ってくるとサイラスはフリッパーがそこにいるにもかかわらずセックスを、と誘ってみるが、ベラは「ピルをもらってくるまではしない」と軽く受けながし、「子供を作る前に、早く高校に戻って教師の仕事を続けなさいよ」と励ました。
フリッパーは自宅に戻ってから妻に昇進、つまり経営陣に加えてもらうよう訴える話をしていたのだが、妻からは「拒否された場合の事を考えている？」と尋ね返された。
アンジーが自宅で家事をしていると頼りにならない恋人未満のポーリーが迎えにきた。アンジーが準備を整えている間に玄関先で頭の悪い兄二人はポーリーに「妹が処女じゃなかったらただじゃおかないぞ」と凄みをかけていた。
フリッパーの実家では年老いた両親が静かなジャズの音楽の中父親のザ・グッド・リヴェレンド・ドクター・パリフィ（オジー・デイヴィス）は聖書を読み耽り、母親のルシンダ・パリフィ（ルビー・ディー）は編み物をしていたのだが、そこに麻薬中毒で父親から勘当されたフリッパーの兄ゲイター（サミュエル・L・ジャクソン）が訪れ、ゲイターは「もう薬をやっていない。仕事が見つかりそうだから100ドル貸してくれ」と案の定金の無心を始めた。父親からは「薬に汚された人間はこの家に足を踏み入れるな」と厳しい言葉を浴びせられるが、「この子は私達の最初の子供だ」と母親は突き放す事ができず、言われるがままに100ドルを都合してしまい、ゲイターは嬉々として家を去った。
数日後の夜、フリッパーはアンジーと二人きりで残業していた。フリッパーは「もう遅いから今日はいいよ」と言うと「早く帰りたくないわ。仕事で疲れているのに早く帰るとその分だけ家政婦扱いされて、感謝の言葉も無しに食事を作らされるもの」と自分の惨めな境遇を口にした。「そんな男達にはマクドナルドでも食わしていればいい」とフリッパーも同調し、「そういえば腹が減った」と二人は配達された中華料理を口に運びながら話し始めた。食事中、アンジーはつい頼りにならない恋人未満の男ポーリーの不満を漏らしてしまうと、フリッパーは「こんな漆黒の夜のように黒い肌の男はどう？」と尋ね、ポーリーに飽き飽きしていたアンジーは「ワイルドで素敵ね」と称賛してしまった。そのまま二人は体を重ねてしまう。
数日後、フリッパーはあろうことか親友のサイラスにアンジーとの情事を打ち明けてしまい、その上アンジーまでもが親友に告白してしまう。サイラスの妻ベラはフリッパーの妻と親友同士で、しかもアンジーの親友は家族ぐるみで付き合っているにもかかわらず。

## キャスト
- ウェズリー・スナイプス…フリッパー・パリフィ
- アナベラ・シオラ…アンジェラ・トゥッチ
- スパイク・リー…サイラス
- オジー・デイヴィス…ザ・グッド・リヴェレンド・ドクター・パリフィ
- ルビー・ディー…ルシンダ・パリフィ
- サミュエル・L・ジャクソン…ゲイター・パリフィ
- ロネット・マッキー（英語版）…ドリュー
- ジョン・タトゥーロ…ポーリー・カーボーン
- アンソニー・クイン…ルー・カーボン
- ハル・ベリー…ヴィヴィアン
- クィーン・ラティファ…ウェイトレス
- フランク・ヴィンセント…マイク・トゥッチ

## 評価
レビュー・アグリゲーターのRotten Tomatoesでは49件のレビューで支持率は80%、平均点は6.90/10となった。Metacriticでは24件のレビューを基に加重平均値が78/100となった。

## 受賞
- カンヌ国際映画祭
  - 助演男優賞 - サミュエル・L・ジャクソン
- ニューヨーク映画批評家協会賞
  - 助演男優賞 - サミュエル・L・ジャクソン
- ナショナル・ボード・オブ・レビュー賞
  - 10ベスト・フィルム・オブ・ザ・イヤー

## サウンドトラック

### 収録曲
1. ファン・デイ - Fun Day
2. クイーン・イン・ザ・ブラック - Queen in the Black
3. ジーズ・スリー・ワーズ - These Three Words
4. イーチ・アザーズ・スロート - Each Other's Throat
5. 心の傷跡 - If She Breaks Your Heart
6. ガッタ・ハヴ・ユー - Gotta Have You
7. 君の愛を信じて - Make Sure You're Sure
8. ジャングル・フィーヴァー - Jungle Fever
9. アイ・ゴー・セイリング - I Go Sailing
10. ケミカル・ラヴ - Chemical Love" (lyrics by Stephanie Andrews, music by Stevie Wonder)
11. キャンドルに灯をともし - Lighting Up the Candles